# Cattedrale di Segorbe
La cattedrale dell'Assunzione di Maria Vergine (in spagnolo: Catedral de Santa María de la Asunción) si trova a Segorbe, in Spagna, ed è la cattedrale della diocesi di Segorbe-Castellón de la Plana.

## Storia e descrizione

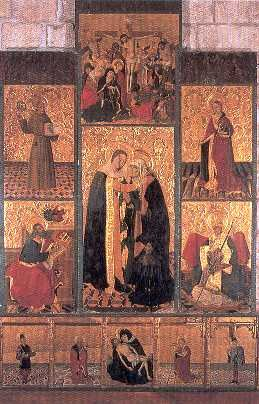
Pala d'altare

La costruzione dell'edificio ha avuto inizio nel XIII secolo. Fu costruita in stile gotico valenzano. Si tratta di una chiesa ad una sola navata, senza crociera o cupola, con cappelle tra i contrafforti e testata ottagonale. L'edificio medievale fu consacrata nel 1534.
Tra il 1791 e il 1795 il tempio fu rivestito e ristrutturato dagli architetti Minguet Maur e John B. Gasco, con il risultato di nascondere gran parte dell'aspetto gotico originale. Il coro è stato ampliato rimuovendo uno degli archi e la cupola demolita, le volte delle cappelle laterali sono state nascoste con un rivestimento neoclassico.

### Il campanile
Si compone di un nucleo solido a canna trapezoidale a quattro sezioni. Le sezioni sono coperte con volte a botte. Il layout è estremamente primitivo e ricorda la tipologia di minareti musulmani e torri romaniche. Il campanile è stato aumentato con un corpo aggiuntivo nei secoli XVI e XVII.

### Il chiostro
Il chiostro è trapezoidale e ha due piani. L'inferiore è ornato con molduraje, rivelando di risalire ai secoli XIV e XV. La parte superiore, molto rinnovata dopo l'ultima guerra civile, è un lavoro della fine XV e inizio XVI secolo. Il chiostro conserva una superba collezione di porte medievali.

### Il museo della cattedrale
Il museo della cattedrale ha una collezione d'arte preziosa, soprattutto di dipinti religiosi dal XIV al XVI secolo.